# Ptychamalia exempta
Ptychamalia exempta is een vlinder uit de familie van de spanners (Geometridae). De wetenschappelijke naam van de soort is als Hamalia exempta voor het eerst geldig gepubliceerd in 1926 door Prout.